# افسارگسیخته
افسارگسیخته (به انگلیسی: The Libertine) فیلمی درام و انگلیسی به کارگردانی لارنس دانمور است که در سال ۲۰۰۴ ساخته شده است. این فیلم از نمایشنامه‌ای به همین نام نوشته استفن جفریز اقتباس شده است. بازیگران فیلم جانی دپ، سامانتا مورتون، جان مالکوویچ و رزمند پایک هستند.
جانی دپ، نقش «جان ویلموت، دومین کنت راچستر»، شاعری بدنام و هرزه در دربار پادشاه چارلز دوم را ایفا کرده است. سامانتا مورتون نقش «الیزابت بری»، بازیگری موفق و جان مالکوویچ، نقش پادشاه چارلز دوم را ایفا کرده‌اند. تم فیلم دربارهٔ فساد مردم به خاطر زیاده خواهی پادشاه و لذت‌گرایی است.

## داستان
در سال 1675، جان ویلموت، ارل دوم روچستر، مقدمه‌ای از موضوعات علاقه‌اش به نوشیدنی، تمایلات جنسی و تحقیر مخاطبانش را ارائه می‌کند.
پادشاه چارلز دوم تبعید ارل را لغو می‌کند زیرا در مجلس اعیان به او نیاز دارد. راچستر در لندن، دوستان «گروه شاد» خود، جورج اتریج و چارلز ساکویل را در خانه‌ای پیدا می‌کند. روچستر در خیابان با دزد آلکاک روبرو می‌شود. روچستر که تحت تاثیر بی‌صداقتی او قرار گرفته بود، او را به عنوان نجیب زاده خود استخدام می‌کند. گروه مری، روچستر را با جدیدترین عضو خود، بیلی داونز 18 ساله معرفی می کند. روچستر به داونز هشدار می دهد: "ای جوان، تو از این شرکت خواهی مرد."
گروه شاد در نمایشی شرکت می‌کنند که در آن الیزابت بری بازیگر از روی صحنه هو می‌شود، سپس از شرکت در یک مراسم پرده‌ای امتناع می‌کند و اخراج می‌شود. روچستر با بری همراه می شود، استخدام مجدد او را با شرکت تئاتر تضمین می‌کند و متعهد می‌شود که او را در بازیگری مربیگری کند. بازی بری به طور چشمگیری بهبود می‌یابد و او در تولید بعدی خود عملکرد درخشانی ارائه می‌دهد. پادشاه برای جاسوسی از روچستر در مورد پیشرفت ادای احترام به سفیر فرانسه، به باری نزدیک می‌شود.
چارلز که به پول فرانسه نیاز دارد، از روچستر می‌خواهد که نمایشنامه‌ای به افتخار دیدار سفیر فرانسه بنویسد. پادشاه درخواست می‌کند که این بنا "یادبود" سلطنت او باشد. روچستر سدوم، یا کوینتسانس فسق را می‌نویسد، طنزی کوبنده از سلطنت پادشاه، که به ادعای او «یادبودی برای چارلز» است - درست همان چیزی که پادشاه خواسته بود. این نمایشنامه شامل زبان مبتذل، اعمال جنسی شبیه‌سازی شده روچستر است که پادشاهی را که در حال خدمت است به تصویر می‌کشد. در اولین نمایش، پادشاه، به وضوح توهین شده، نمایش را قطع می‌کند و روی صحنه با روچستر روبرو می‌شود، در نتیجه روچستر از لندن فرار می‌کند.
بعداً، داونز در نبرد با شمشیر در خارج از خانه یک پاسبان به طرز فجیعی مجروح می‌شود. روچستر از دوست در حال مرگش دور می‌شود و زمزمه می‌کند: "بهت گفتم."
روچستر که در حومه انگلستان از پادشاه پنهان شده و مبتلا به علائم سیفلیس است، «درمان‌های زنانه» ساختگی را برای زنان می‌فروشد، از جمله فروش «معجون‌های» ساخته شده از ادرار الکوک. صورت روچستر به دلیل سفلیسی که زیر یک ماسک پنهان می‌کند، بد شکل شده است. چارلز در نهایت راچستر را دنبال می‌کند، اما تصمیم می‌گیرد که بدترین مجازات ممکن این است که به سادگی «به تو اجازه می‌دهم که خودت باشی». روچستر به املاک خود و همسرش الیزابت باز می‌گردد و اعتراف می‌کند که به مدت پنج سال دائماً تحت تأثیر «نوشیدنی» بوده است. الیزابت عشق خود را به او اعلام می کند.
انتخاب وارث چارلز، برادر کاتولیک رومی او، جیمز، دوک یورک، منجر به رویارویی در پارلمان بر سر لایحه محرومیت می‌شود که جیمز تاج و تخت را رد می‌کند. روچستر هنگام ورود به مجلس اعیان در حالی که روی دو عصا تکان می‌خورد از آرایش و نوک بینی نقره‌ای برای پنهان کردن علائم سیفلیس استفاده می‌کند. نکوهش او در لردهای لایحه، قدردانی پادشاه را در هنگام شکست آن خشنود می‌کند. هنگامی که روچستر تمایل خود را برای خواستن بری به عنوان همسرش فاش می‌کند، او نشان می‌دهد که هرگز تمایلی به همسری کسی نداشته است، از او دختری داشت که او از آن بی خبر بود و این دختر الیزابت نام دارد.
روچستر به ملک خود باز می‌گردد، جایی که تحت مراقبت الیزابت و مادرش بستری است. یک کشیش احضار می‌شود تا "خدا را به او بیاورد" زیرا مادرش نمی‌خواست روچستر به عنوان یک ملحد بمیرد و آلکاک. قبل از مرگ، روچستر از کشیش می‌خواهد که از کتاب اشعیا، فصل 53 بخواند. او همچنین از همسرش می خواهد که داستانی را بازگو کند که چگونه او را در 18 سالگی ربوده و عاشق هم شده‌اند. پس از مرگ روچستر، صحنه‌ای از بازی الیزابت بری در نقش همسرش در مرد حالت، نمایشنامه‌ای که درباره او توسط دوستش اتریگ نوشته شده است، به نمایش گذاشته می‌شود.
پایان نامه روچستر را به تصویر می‌کشد که در تاریکی نور شمع محو می‌شود و می‌پرسد "حالا از من خوشت می‌آید؟"

## بازیگران
| بازیگر         | نقش                           |
| -------------- | ----------------------------- |
| جانی دپ        | جان ویلمونت، دومین کنت راچستر |
| جان مالکوویچ   | چارلز دوم انگلستان            |
| سامانتا مورتون | الیزابت بری                   |
| رزمند پایک     | الیزابت ویلمونت، کنتس راچستر  |
| تام هولندر     | جرج اترج                      |
| جانی وگاس      | چارلز سکویل، ششمین کنت دورست  |
| ریچارد کویل    | الکوک                         |
| روپرت فرند     | بیلی داونز                    |
| جک دونپورت     | هریس                          |
| کلی رایلی      | جین                           |
| کلر هیگینز     | ماری لاسکامب                  |
| فرانچسکا آنیس  | مادر راچستر                   |